# Abies delavayi fansipanensis
Abies delavayi fansipanensis (Q.P.Xiang, L.K.Fu & Nan Li) Rushforth, è una rarissima sottospecie di A. delavayi appartenente alla famiglia delle Pinaceae, endemica del monte Fan Si Pan nel nord del Vietnam. Si stima che la consistenza numerica della popolazione sia di 200 - 250 esemplari adulti, di cui pochi in grado di riprodursi.

## Etimologia
Il nome generico Abies, utilizzato già dai latini, potrebbe, secondo un'interpretazione etimologica, derivare dalla parola greca ἄβιος = longevo. Il nome specifico delavayi fu assegnato in onore di Pierre Jean Marie Delavay, missionario gesuita, botanico e esploratore francese del XIX secolo. L'epiteto fansipanensis fa riferimento al Fan Si Pan, la montagna più elevata del Vietnam e dell'intera Indocina, che ospita l'unica popolazione conosciuta di questa sottospecie.

## Descrizione
Questa sottospecie differisce da A. delavayi per l'altezza leggermente minore (15-20 m), e per i coni femminili cilindrici leggermente più lunghi (8-14 cm), le cui scaglie hanno brattee totalmente incluse e bilobate, con piccola cuspide.

## Distribuzione e habitat
Cresce sul fianco orientale del Fan Si Pan a quote comprese tra 2600 e 3000 m, emergendo rispetto alle altre specie che vegetano nella foresta pluviale tropicale montana. Il clima di questo habitat è estremamente umido, con precipitazioni annue che raggiungono o superano i 3500 mm e con una copertura nuvolosa presente in gran parte dell'anno; in inverno a queste quote può nevicare e si possono raggiungere temperature minime di 15 °C. Vegeta in associazione con Tsuga dumosa e specie del genere Rhododendron, Acer, Sorbus e Daphne.; il sottobosco è monopolizzato da specie di bamboo, in particolare del genere Borinda.

## Tassonomia
Fino al 1996 veniva descritta come varietà botanica di Abies delavayi con l'epiteto nukiangensis. Nel 1997 fu elevata al rango di specie da Q.P.Xiang, L.K.Fu & Nan Li, con il nome scientifico di A. fansipanensis sulla base di evidenti caratteristiche morfologiche dei coni; successivamente Keith D. Rushforth la declassò al rango di sottospecie nel 1999, che è lo stato attuale di questo taxon a livello di classificazione più o meno accettata. Tuttavia alcuni recenti studi argomentano che il livello di speciazione raggiunto sia tale da suggerire un ritorno al rango di specie distinta, con un areale fortemente disgiunto, oltre 300 km, dall'areale primario di A.delavayi.

## Conservazione
Questa sottospecie è presente in una sola località con areale molto ristretto (circa 4 km²), e una popolazione di individui adulti molto ridotta e non in grado di rigenerarsi (si stima che nella prossima generazione la popolazione si ridurrà ulteriormente del 25 %). Nonostante che l'areale risieda all'interno del Parco nazionale di Hoang Lien, la pressione antropica costituita dal turismo è in aumento e costituisce un rischio concreto, insieme a quello degli incendi boschivi, anche perché l'unica strada di accesso alla vetta del Fan Si Pan attraversa la zona di vegetazione di questa sottospecie. È in corso un piccolo programma di coltivazione ex-situ per prevenirne la possibile estinzione. Per questi motivi viene classificata come specie in pericolo critico nella Lista rossa IUCN.